# Charlot et Fatty dans le ring
Pour les articles homonymes, voir The Knockout (homonymie).
Pour plus de détails, voir Fiche technique et Distribution.
Charlot et Fatty dans le ring (titre original : The Knockout) est une comédie burlesque américaine réalisée par Charles Avery, sortie le 11 juin 1914.

## Synopsis
Pug est un gentil garçon et une force de la nature pour qui rien ne compte plus que son chien et sa fiancée. Le voyou Al l'apprend à ses dépens en essayant de voler un baiser à la belle : en colère Pug met seul en déroute Al et toute sa bande de voyous. Au théâtre voisin, Cyclone Flynn, le célèbre boxeur, doit faire une exhibition et affronte tous ceux qui veulent tenter leur chance. Sa récente déconvenue donne l'idée au voyou de présenter Pug comme challenger et partager la prime. Il parvient à convaincre ce dernier d'aller s'inscrire. Mais une fois sur le ring, le combat de rue n'a rien à voir avec le Noble Art et Cyclone Flynn démolit consciencieusement Pug. Sonné et hors de lui, ce dernier se saisit de deux revolvers et entame une course poursuite avec le boxeur professionnel, qui a pris les jambes à son cou à l'extérieur du théâtre. Nos deux larrons sont suivis par les soigneurs, fiancée et spectateurs. Aussitôt alertés par le directeur, les Keystone Cops entrent dans la danse et finissent comme d'habitude par faire les frais de cette histoire en prenant un bain.

## Fiche technique
- Titre original : The Knockout
- Titre : Charlot et Fatty dans le ring
- Réalisation : Charles Avery
- Scénario : Charlie Chaplin
- Photographie : Frank D. Williams
- Production : Mack Sennett
- Société de production : Keystone
- Société de distribution : Mutual Film (1914)
- Pays d’origine :  États-Unis
- Langue : film muet avec les intertitres en anglais
- Format : Noir et blanc - 35 mm - 1,33:1  -  Muet
- Genre : Genre : Comédie, Film burlesque
- Longueur : Deux bobines (600 mètres)
- Durée : 25 minutes
- Date de sortie : 11 juin 1914

## Distribution
- Roscoe Arbuckle : Pug
- Edgar Kennedy : Cyclone Flinn
- Minta Durfee : La fiancée de Pug
- Al St. John : Al, le voyou et manager
- Charlie Chaplin : l'arbitre
- Slim Summerville : le spectateur turbulent
- Mack Swain : le bandit aux grandes moustaches
- Edward Cline : manager de Cyclone Flynn
- Glen Cavender : figuration (non crédité)
- et Luke le chien